# FK Pobeda (2010)
O FK Pobeda Prilep é um clube de futebol macedônio com sede em Prilep. A equipe compete no Campeonato Macedônio de Futebol.

## História
O clube foi fundado em 2010 após a punição FK Pobeda.